# 南松浦郡

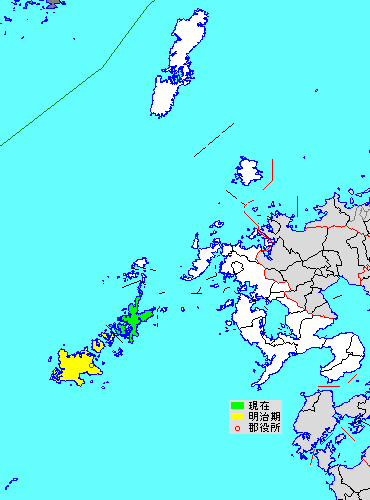
長崎県南松浦郡の位置（緑：新上五島町）

南松浦郡（みなみまつうらぐん）は、長崎県の郡。
長崎県内では所在・管轄する地域を示す郡名の略称として南松（なんしょう）とも呼ばれる。
人口15,450人、面積214km²、人口密度72.2人/km²。（2025年4月1日、推計人口）
以下の1町を含む。
- 新上五島町（しんかみごとうちょう）

## 郡域
1878年（明治11年）に行政区画として発足した当時の郡域は、上記1町に五島市を加えた区域にあたる。

## 歴史

### 郡発足までの沿革
- 「旧高旧領取調帳」に記載されている明治初年時点での、松浦郡のうち後の本郡域の支配は以下の通り。下記のほか平戸藩領として「下五島」が記載されているが、詳細不明[1]。（18村）

| 知行   | 知行             | 村数 | 村名 |
| ------ | ---------------- | ---- | --- |
| 幕府領 | 旗本領（五島氏） | 5村  | 富江村、魚目村、青方村、北椛島村、南椛島村                                                                       |
| 藩領   | 肥前福江藩       | 13村 | 福江村、崎山村、大浜村、本山村、岐宿村、三井楽村、玉之浦村、久賀島村、奈留島村、日島村、若松村、奈良尾村、有川村 |

- 慶應4年（1868年） - 旗本領が福江藩領となる。
- 明治4年
  - 7月14日（1871年8月29日） - 廃藩置県により福江県の管轄となる。
  - 11月14日（1871年12月25日） - 第1次府県統合により長崎県の管轄となる。
- 明治初年 - 北椛島村・南椛島村が合併して樺島村となる。（17村）

### 郡発足以降の沿革
- 明治11年（1878年）10月28日 - 郡区町村編制法の長崎県での施行により、松浦郡のうち福江村ほか17村の区域に行政区画としての南松浦郡が発足。郡役所が福江村に設置。
- 明治18年（1885年）（19村）
  - 福江村の一部（平蔵郷・奥浦郷・戸岐郷）が分立して奥浦村となる。
  - 若松村の一部（道土井郷・飯ノ瀬戸郷・続浜ノ浦郷・三日浦郷・今里郷）が分立して浜ノ浦村となる。
- 明治19年（1886年） - 魚目村の一部（小串郷・立串郷・津和崎郷）および青方村の一部（曽根郷）が分立して北魚目村となる。（20村）

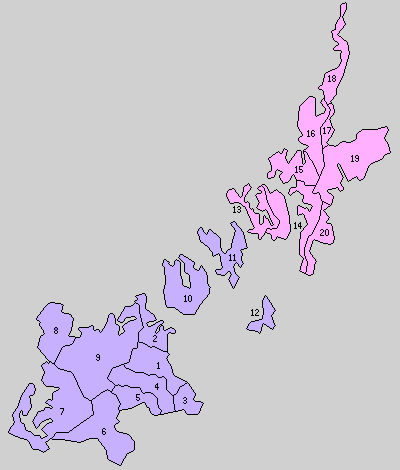
1.福江村 2.奥浦村 3.崎山村 4.本山村 5.大浜村 6.富江村 7.玉之浦村 8.三井楽村 9.岐宿村 10.久賀島村 11.奈留島村 12.樺島村 13.日島村 14.若松村 15.浜ノ浦村 16.青方村 17.魚目村 18.北魚目村 19.有川村 20.奈良尾村（紫：五島市 桃：新上五島町）

- 明治22年（1889年）4月1日 - 町村制の施行により、以下の各村が発足。（20村）
  - 福江村、奥浦村、崎山村、本山村、大浜村、富江村、玉之浦村、三井楽村、岐宿村、久賀島村、奈留島村、樺島村（現・五島市）
  - 日島村、若松村、浜ノ浦村、青方村、魚目村、北魚目村、有川村、奈良尾村（現・新上五島町）
- 明治30年（1897年）4月1日 - 郡制を施行。
- 大正8年（1919年）10月1日 - 福江村が町制施行して福江町となる。（1町19村）
- 大正11年（1922年）9月1日 - 富江村が町制施行して富江町となる。（2町18村）
- 大正12年（1923年）4月1日 - 郡会が廃止。郡役所は存続。
- 大正15年（1926年）7月1日 - 郡役所が廃止され、内務省告示第82号により南松浦支庁が設置される。
- 昭和7年（1932年）10月17日 - 有川村が町制施行して有川町となる。（3町17村）
- 昭和8年（1933年）11月3日 - 玉之浦村が町制施行して玉之浦町となる。（4町16村）
- 昭和15年（1940年）11月3日 - 三井楽村が町制施行して三井楽町となる。（5町15村）
- 昭和16年（1941年）（7町13村）
  - 4月1日 - 青方村が町制施行して青方町となる。
  - 4月3日 - 岐宿村が町制施行して岐宿町となる。
- 昭和18年（1943年）12月8日 - 奈良尾村が町制施行して奈良尾町となる。（8町12村）
- 昭和29年（1954年）4月1日 - 福江町・奥浦村・崎山村・本山村・大浜村が合併して福江市が発足し、郡より離脱。（7町8村）
- 昭和31年（1956年）6月1日 - 青方町・浜ノ浦村が合併して上五島町が発足。（7町7村）
  - 9月25日 - 若松村・日島村が合併して若松町が発足。（8町5村）
  - 9月30日 - 魚目村・北魚目村が合併して新魚目町が発足。（9町3村）
- 昭和32年（1957年）
  - 3月31日 - 樺島村が福江市に編入。（9町2村）
  - 11月1日 - 久賀島村が福江市に編入。（9町1村）
  - 11月3日 - 奈留島村が町制施行・改称して奈留町となる。（10町）
- 平成16年（2004年）8月1日（1町）
  - 富江町・玉之浦町・三井楽町・岐宿町・奈留町が福江市と合併して五島市が発足し、郡より離脱。
  - 若松町・上五島町・新魚目町・有川町・奈良尾町が合併して新上五島町が発足。

### 変遷表
| 明治22年以前 | 明治22年4月1日 | 明治22年 - 昭和19年        | 昭和20年 - 昭和34年             | 昭和35年 - 昭和64年 | 平成1年 - 現在            | 現在       |
| ------------ | -------------- | -------------------------- | ------------------------------- | ------------------- | ------------------------- | ---------- |
| 福江村       | 福江村         | 大正8年10月1日 町制 福江町 | 昭和29年4月1日 福江市           | 福江市              | 平成16年8月1日 五島市     | 五島市     |
| 奥浦村       | 奥浦村         | 奥浦村                     | 昭和29年4月1日 福江市           | 福江市              | 平成16年8月1日 五島市     | 五島市     |
| 崎山村       | 崎山村         | 崎山村                     | 昭和29年4月1日 福江市           | 福江市              | 平成16年8月1日 五島市     | 五島市     |
| 本山村       | 本山村         | 本山村                     | 昭和29年4月1日 福江市           | 福江市              | 平成16年8月1日 五島市     | 五島市     |
| 大浜村       | 大浜村         | 大浜村                     | 昭和29年4月1日 福江市           | 福江市              | 平成16年8月1日 五島市     | 五島市     |
| 樺島村       | 樺島村         | 樺島村                     | 昭和32年3月31日 福江市に編入    | 福江市              | 平成16年8月1日 五島市     | 五島市     |
| 久賀島村     | 久賀島村       | 久賀島村                   | 昭和32年11月1日 福江市に編入    | 福江市              | 平成16年8月1日 五島市     | 五島市     |
| 富江村       | 富江村         | 大正11年9月1日 町制        | 富江町                          | 富江町              | 平成16年8月1日 五島市     | 五島市     |
| 玉之浦村     | 玉之浦村       | 昭和8年11月3日 町制        | 玉之浦町                        | 玉之浦町            | 平成16年8月1日 五島市     | 五島市     |
| 三井楽村     | 三井楽村       | 昭和15年11月3日 町制       | 三井楽町                        | 三井楽町            | 平成16年8月1日 五島市     | 五島市     |
| 岐宿村       | 岐宿村         | 昭和16年4月3日 町制        | 岐宿町                          | 岐宿町              | 平成16年8月1日 五島市     | 五島市     |
| 奈留島村     | 奈留島村       | 奈留島村                   | 昭和32年11月3日 町制改称 奈留町 | 奈留町              | 平成16年8月1日 五島市     | 五島市     |
| 若松村       | 若松村         | 若松村                     | 昭和31年9月25日 若松町          | 若松町              | 平成16年8月1日 新上五島町 | 新上五島町 |
| 日島村       | 日島村         | 日島村                     | 昭和31年9月25日 若松町          | 若松町              | 平成16年8月1日 新上五島町 | 新上五島町 |
| 青方村       | 青方村         | 昭和16年4月1日 町制 青方町 | 昭和31年6月1日 上五島町         | 上五島町            | 平成16年8月1日 新上五島町 | 新上五島町 |
| 浜ノ浦村     | 浜ノ浦村       | 浜ノ浦村                   | 昭和31年6月1日 上五島町         | 上五島町            | 平成16年8月1日 新上五島町 | 新上五島町 |
| 魚目村       | 魚目村         | 魚目村                     | 昭和31年9月30日 新魚目町        | 新魚目町            | 平成16年8月1日 新上五島町 | 新上五島町 |
| 北魚目村     | 北魚目村       | 北魚目村                   | 昭和31年9月30日 新魚目町        | 新魚目町            | 平成16年8月1日 新上五島町 | 新上五島町 |
| 有川村       | 有川村         | 昭和9年10月17日 町制       | 有川町                          | 有川町              | 平成16年8月1日 新上五島町 | 新上五島町 |
| 奈良尾村     | 奈良尾村       | 昭和18年12月8日 町制       | 奈良尾町                        | 奈良尾町            | 平成16年8月1日 新上五島町 | 新上五島町 |

## 行政
歴代郡長
| 代 | 氏名 | 就任年月日                 | 退任年月日                | 備考                   |
| -- | ---- | -------------------------- | ------------------------- | ---------------------- |
| 1  |      | 明治11年（1878年）10月28日 |                           |                        |
|    |      |                            | 大正15年（1926年）6月30日 | 郡役所廃止により、廃官 |